# Then Play On
Then Play On är ett musikalbum av Fleetwood Mac som lanserades i september 1969. Det var gruppens tredje studioalbum och det sista där Peter Green medverkade. Det var också gruppens första album på Reprise Records. På albumet kan man lägga märke till att de så framträdande bluesinfluenserna från föregående album har tonats ner till en bredare ljudbild med bland annat latinamerikanska influenser. När "Oh Well" blev en hitsingel så lades denna låt till på albumet. De allra första pressningarna av skivan saknar alltså denna låt.

## Låtlista original-LP (USA-utgåva)
(kompositör inom parentes)
1. "Coming Your Way" (Kirwan) – 3:47
2. "Closing My Eyes" (Green) – 4:50
3. "Showbiz Blues" (Green) – 3:50
4. "Underway" (Green) – 2:51
5. "Oh Well" (Green) – 8:56
6. "Although The Sun Is Shining" (Kirwan) – 2:31
7. "Rattlesnake Shake" (Green) – 3:32
8. "Searching For Madge" (McVie) – 6:56
9. "Fighting for Madge" (Fleetwood) – 2:45
10. "Like Crying" (Kirwan) – 2:21
11. "Before the Beginning" (Green) – 3:28

## Låtlista utökad CD-version
(kompositör inom parentes)
1. "Coming Your Way" (Kirwan) – 3:47
2. "Closing My Eyes" (Green) – 4:50
3. "Showbiz Blues" (Green) – 3:50
4. "My Dream" (Kirwan) 3:30
5. "Underway" (Green) – 2:51
6. "Oh Well" (Green) – 8:56
7. "Although The Sun Is Shining" (Kirwan) – 2:31
8. "Rattlesnake Shake" (Green) – 3:32
9. "Searching For Madge" (McVie) – 6:56
10. "Fighting for Madge" (Fleetwood) – 2:45
11. "When You Say" (Kirwan) – 4:22
12. "Like Crying" (Kirwan) – 2:21
13. "Before the Beginning" (Green) – 3:28

## Listplaceringar
- Billboard 200, USA: #109[1]
- UK Albums Chart, Storbritannien: #6[2]
- VG-lista, Norge: #8[3]
- Kvällstoppens LP-lista, Sverige: #5[4]